# Red Springs (Wisconsin)
Red Springs – miasto w Stanach Zjednoczonych, w stanie Wisconsin, w hrabstwie Shawano.